# VAHLE Group
Die Paul Vahle GmbH & Co. KG ist ein Hersteller für individuelle Energie- und Datenübertragungssysteme für mobile Industrieanwendungen mit Hauptsitz in Kamen. Im Geschäftsjahr 2016 erzielte Vahle einen weltweiten Umsatz von über 118 Mio. Euro. Das Unternehmen beschäftigt weltweit über 750 Mitarbeiter und unterhält zwölf nationale Vertriebsbüros sowie zwölf Tochtergesellschaften. Zudem agiert das Unternehmen in 52 Ländern.

## Geschichte
Die Paul Vahle GmbH & Co. KG wurde mit der Erfindung der Kupferstromschiene von Paul Vahle 1912 gegründet. Auf die Idee kam Vahle während seiner Zeit als Betriebschef der elektrischen Abteilung beim Dortmunder Eisen- und Stahlwerk Hoesch. Dort kam es immer wieder zu Betriebsausfällen und hohen Zusatzkosten, da die eingesetzten elektrischen Krane immer wieder Kurzschlüsse verursachten, wenn sich die Drähte der Rundkupferleitung berührten.